# إدكانودين
إدكانودين هي قرية مغربية وسط البلاد. تقع إدكانودين في منطقة تزكي بقبيلة تفنوت، و تبعد بحوالي 70 كلم عن أولوز و210 كلم جنوبي مراكش. وتتميز بطبيعتها الجبلية الخلابة وهي توجد في سفح أعلى قمة جبلية في شمال إفرقيا وهو جبل توبقال. وكذالك بحيرة إفني.
تقع إدكانودين في المنطقة الترابية لعمالة إقليم تارودانت وتبعد عن المركز بحوالي 200كلم.وتابعة لقيادة أسكاون، دائرة تالوين، جماعة توبقال.وتوجد في سفح جبل توبقال .بالقرب من بحيرة إفني .وأسهل طريقة للوصل إليها هو سلك الطريق الوطنية الرابطة بين مراكش و ورزازات مرورا بتزي نتشكا ولانعراج يميناً في أكيم. ولكل هوات الرحلات الجبلية هناك طريق عبر أوريكا وأخرى عبر أسني، إمليل إلى توبقال.